# Rachel Bilson
Rachel Sarah Bilson (Los Angeles, Kalifornia, 1981. augusztus 25. –) amerikai színésznő.

## Élete és pályafutása
Két bátyja van. Hét évesen szerepet kapott Louis Anderson The Wrong Guys című színdarabjában. Később folytatta ezt a pályát, és a Notre-Dame nevű színiiskolába járt. Itt lehetőséget kapott, hogy 7 rész erejéig egy pici szerepet kapjon a Human Targetben, ami kapcsán elhatározta, hogy inkább a komédiák mellett marad. Rachel első igazi felnőtt a Bye Bye Birdie-ben volt, amit rögtön két másik színdarab követett (The Crucibler, Once Upon a matterss).
Néhány év színház után a televízióban is kipróbálta magát. 1998-ban serepet kapott az It's True! egy epizódjában.
2003-ban a Buffy, a vámpírok réme és a Pimaszok, avagy kamaszba nem üt a mennykő című sorozatok egy-egy epizódjának vendégszereplője volt. Ezt az Unbroken című rövidfilm követte ugyanebben az évben. A kisebb szerepek után lehetőséget kapott, hogy ő alakítsa a Fox csatornán induló A narancsvidék című sorozatban Summer Robertset.
2008-ban a Hipervándorban játszott. 2010-ben az Így jártam anyátokkal című sorozatban Ted, a főszereplő leendő – még ismeretlen – feleségének lakótársát alakította.
2011-től a Szívek doktora című sorozat főszerepében volt látható.

## Filmográfia

### Film
| Év   | Magyar cím          | Eredeti cím          | Szerep           | Magyar hang   |
| ---- | ------------------- | -------------------- | ---------------- | ------------- |
| 2003 |                     | Unbroken (rövidfilm) | Rachel           |               |
| 2006 | Az utolsó csók      | The Last Kiss        | Kim              | Major Melinda |
| 2008 | Hipervándor         | Jumper               | Millie           | Dögei Éva     |
| 2008 | Hipervándor         | Jumper               | Millie           | Roatis Andrea |
| 2008 | Szeretlek, New York | New York, I Love You | Molly            | Ruttkay Laura |
| 2010 | Örök várakozás      | Waiting for Forever  | Emma Twist       |               |
| 2011 | Ha beüt az élet     | Life Happens         | Laura            | Roatis Andrea |
| 2013 | Kamatylista         | The To Do List       | Amber Klark      |               |
| 2014 | Amerikai Balhé      | American Heist       | szemtanú (cameo) |               |

### Televízió
| Év        | Magyar cím                                | Eredeti cím              | Szerep                           | Megjegyzések |
| --------- | ----------------------------------------- | ------------------------ | -------------------------------- | ------------ |
| 1998      |                                           | It's True!               | Jenna                            | 1 epizód     |
| 2003      | Pimaszok, avagy kamaszba nem üt a mennykő | 8 Simple Rules           | rágógumizó lány                  | 1 epizód     |
| 2003      | Buffy, a vámpírok réme                    | Buffy the Vampire Slayer | Colleen                          | 1 epizód     |
| 2003–2007 | A narancsvidék                            | The O.C.                 | Summer Roberts                   | főszereplő   |
| 2004      | Azok a 70-es évek show                    | That '70s Show           | Christy                          | 1 epizód     |
| 2007      | Chuck                                     | Chuck                    | Lou Palone                       | 2 epizód     |
| 2010–2014 | Így jártam anyátokkal                     | How I Met Your Mother    | Cindy                            | 4 epizód     |
| 2011–2015 | Szívek doktora                            | Hart of Dixie            | Dr. Zoe Hart                     | főszereplő   |
| 2012      | Gossip Girl – A pletykafészek             | Gossip Girl              | önmaga                           | 1 epizód     |
| 2016–2019 | Tömény történelem                         | Drunk History            | Constance Kopp / Helen Callaghan | 2 epizód     |
| 2017      | Nashville                                 | Nashville                | Alyssa Greene                    | 5 epizód     |
| 2018      | Páratlan páros                            | Take Two                 | Sam Swift                        | főszereplő   |
| 2019      |                                           | Lovestruck               | Daisy Valentine                  | tévéfilm     |
| 2023      | Vádlott                                   | Accused                  | Alison                           | 1 epizód     |